# Брак короля Густава III
«Брак короля Густава III» (швед. Gustav III:s äktenskap) — шведский исторический телефильм режиссёра Маркуса Олссона в двух частях, вышедший на экраны в 2001 году. Главные роли в нём сыграли Йонас Карлссон и Ибен Йейле. Картина была удостоена премии Prix Europa в номинации «лучший телевизионный сериал».

## Сюжет
Действие фильма происходит в 1770-х годах при шведском королевском дворе. Главный герой — король Густав III, который решает через девять лет после свадьбы консумировать брак, чтобы получить наследника престола. Из-за своей застенчивости и условностей придворной жизни он не знает, как начать сближение с королевой, а потому прибегает к помощи конюха. Королева беременеет и рожает сына, однако спустя несколько лет появляются слухи, будто настоящий отец ребёнка — тот самый конюх.

## В ролях
- Йонас Карлссон — Густав III
- Ибен Йейле — София Магдалена Датская
- Евабритт Страндберг
- Магнус Роосманн
- Стефан Гёдик
- Харальд Лённбро
- Ребека Энглунд
- Ханс Вигрен
- Брассе Брэннстрём
- Саннамари Патьяс
- Бьёрн Вальберг
- Анна-Клара Бликст Модин
- Давид Боати
- Йонас Адденмир
- Малин Альм
- Йоханна Скобе
- Симон Норртон
- Томас Больме
- Ева Стеллби

## Релиз и оценки
«Брак короля Густава III» вышел на экраны в 2001 году. В 2002 году он был удостоен премии Prix Europa в номинации «лучший телевизионный сериал».